# Martín García-Loygorri e Ichaso
Martín García-Loygorri (olim García-Arista) e Ichaso (Corella, Navarra, 5 de junio de 1759-Madrid, 30 de enero de 1824) fue un militar español impulsor de importantes reformas en el Arma de Artillería. 

## Biografía
Perteneciente a una noble familia, que se preciaba descender de los reyes de Navarra, inició su carrera en el Real Colegio de Artillería de Segovia donde ingresó como cadete a los trece años de edad. Su bautismo de fuego se produjo en 1777, defendiendo Melilla de las tropas del Sultán de Marruecos. De 1801 a 1807 participó en las campañas de Portugal. A lo largo de su vida intervendría activamente en veintisiete acciones de guerra, cinco sitios y una defensa de plaza.
Por su heroica y decisiva intervención en la batalla de Alcañiz contra los franceses (1809) fue ascendido a mariscal de campo y recibiría la Laureada de San Fernando, creada por las Cortes de Cádiz, la recompensa militar española más prestigiosa, siendo los primeros hechos de armas en ser galardonados con esta importante distinción. En dicha batalla dispuso con enorme acierto la ubicación de las seis piezas de artillería con las que contaba él en las fuerzas españolas, esperando a dar las órdenes de fuego, con gran serenidad y sanfre fría, a que las tropas enemigas estuvieran casi encima, desbaratándolas y poniéndolas en fuga. 
Fue Teniente General, vocal de las Asambleas de las Reales Órdenes de San Fernando y San Hermenegildo y de la Junta Militar de Indias, y caballero profeso de la Orden de Santiago.
Como director general de Artillería y del Real Colegio de Artillería, en los años de 1810 a 1822, puso todo el empeño en que este último volviese a la normalidad tras la Guerra de la Independencia, recuperando su sede original del Alcázar de Segovia y su elevado nivel docente. Para ello amplió y mejoró sus equipos e instalaciones, inaugurando un gran laboratorio de química y otro de ciencias naturales y procediendo a la compra del Gabinete de Mineralogía del gran naturalista Don Casimiro Gómez Ortega, uno de los más importantes de Europa en su tiempo, que ha llegado hasta nuestros días.
En 1816 dio a la imprenta un importante Tratado de Artillería, que tendría notable influencia en varias generaciones de artilleros.